# Tilde Kassay

Tilde Kassay, nota anche con lo pseudonimo di Matilde Cassai (Modena, 13 marzo 1887 – Napoli, 15 dicembre 1964), è stata un'attrice italiana del cinema muto.

## Biografia
Nacque a Modena da Massimiliano Cassai, terza di quattro fratelli: Anna, Caterina (detta Tina, anch'essa attrice, seppur meno not), Matilde e Gaetano. La sua carriera cinematografica si svolse soprattutto a Napoli, scritturata dalle maggiori case di produzione dell’epoca, la Caesar Film e la Polifilms. Tra il 1915 e il 1921 interpretò 17 film, diretta dai maggiori registi dell’epoca. Di questi, Il cieco (1919), per la regia di Edoardo Bencivenga, risulta conservato presso l’Archivio del Centro Sperimentale di Cinematografia (CSC) di Roma. Gli altri sono andati, probabilmente, perduti. A Napoli sposò Luigi DB Stolte (1885-1967), imprenditore commerciale, tra i soci fondatori del Circolo Nautico Napoli. Ebbero un figlio, prematuramente scomparso.

## Filmografia
- Savoia, hurrà!, regia di Edoardo Bencivenga (1915);
- Colei che doveva morire, regia di Giulio Antamoro (1915);
- Sotto il dominio di una tomba, regia di Giulio Antamoro (1916);
- Il canto dell’agonia, regia di Giulio Antamoro (1916);
- L’aigrette, regia di Baldassarre Negroni (1917);
- Martire!, regia di Camillo De Riso (1917);
- Niniche, regia di Camillo De Riso (1918);
- Mademoiselle Monte Cristo, regia di Camillo De Riso (1918);
- I nostri buoni villici, regia di Camillo De Riso (1918);
- La figlia unica, regia di Camillo De Riso (1919);
- Una donna funesta, regia di Camillo De Riso (1919);
- La corsa al trono, regia di Roberto Roberti (1919);
- Il cieco, regia di Edoardo Bencivenga (1919);
- L’erma biffronte, regia di Alberto Carlo Lolli (1920);
- La danza delle ore, regia di Luigi Maggi (1920)
- Nellina, regia di Gustavo Serena (1920);
- Diana Sorel, regia di Gustavo Serena (1921);